# Giro postal

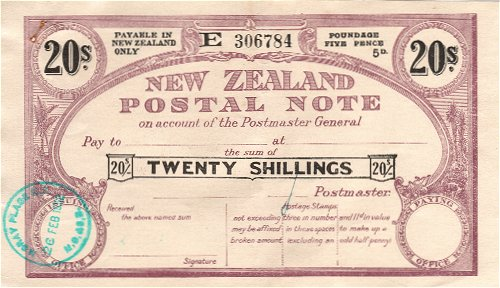
Giro postal por 20 chelines de Nueva Zelanda, 1952

El giro postal es un servicio de pago de una cantidad específica de dinero remitida por medio del servicio de correos, de telégrafo, o de empresa especializada en ello a cualquier parte de un país o el mundo.
Básicamente consiste en el envío de una cantidad de dinero especificando el lugar y la identidad de la persona o empresa a la que se le paga. La cantidad es entregada a la empresa que efectúa el servicio de giro (generalmente un operador postal). Este cobra una tasa por la ejecución del servicio, basada en la cantidad de dinero transferida. En la oficina de pago, se recibe el detalle del monto y quién recibe el dinero.
En España se reglamentó por primera vez mediante la Ley de 14 de junio de 1909, que se publicó en la Gaceta de Madrid el 17 de junio del mismo año.